# Лос-Анджелес (аэропорт)
Международный аэропорт Лос-Анджелес (англ. Los Angeles International Airport; ИАТА: LAX, ИКАО: KLAX, FAA LID: LAX) — главный аэропорт Лос-Анджелеса, Калифорния. Расположен в 16 километрах от центра города. В англоязычных источниках часто обозначается по коду IATA: LAX.
Является хабом для Air New Zealand, Alaska Airlines, Allegiant Air, American Airlines, Delta Air Lines, United Airlines. В 2016 году аэропорт обслужил 80 921 527 пассажиров, что позволило ему подняться на 2-е место в списке самых загруженных аэропортов США и на 4-е в мире. Также аэропорт занимает 4-е место в США и в мире по взлётам-посадкам — 655 564. В течение многих лет считается самым популярным пунктом отправления/назначения в мире, то есть местом, где люди начинают или заканчивают путешествие.

## Описание
Имеет четыре взлётно-посадочных полосы. Самая длинная (07L/25R) — 3685 метров, самая короткая (06R/24L) — 2720 метров. Из аэропорта отправляются рейсы по Северной Америке, в Латинскую Америку, Средний Восток, Европу, Азию и Океанию. Площадь аэропорта 14 км².
Имеет девять терминалов, расположенных в форме подковы; только один имеет собственное название — международный терминал имени Тома Брэдли (TBIT). Терминалы соединены автобусами-шатлами. Терминалы 4, 5, 6, 7 и 8 имеют внешние переходы, между терминалами 4, 5 и 6 проложен подземный тоннель, а между терминалами 6, 7 и 8 — надземные коридоры. Переход между терминалами 1, 2 и 3 либо между ними и остальными терминалами требует от пассажиров покинуть безопасную зону и затем заново пройти досмотр в терминале назначения.
В дополнение к пассажирским терминалам имеется карго-терминал площадью 190 000 м² и вертолётная площадка. Авиакомпания Qantas имеет здесь ангар для технического обслуживания, несмотря на то, что аэропорт не является хабом для неё.